# Doma Tshering

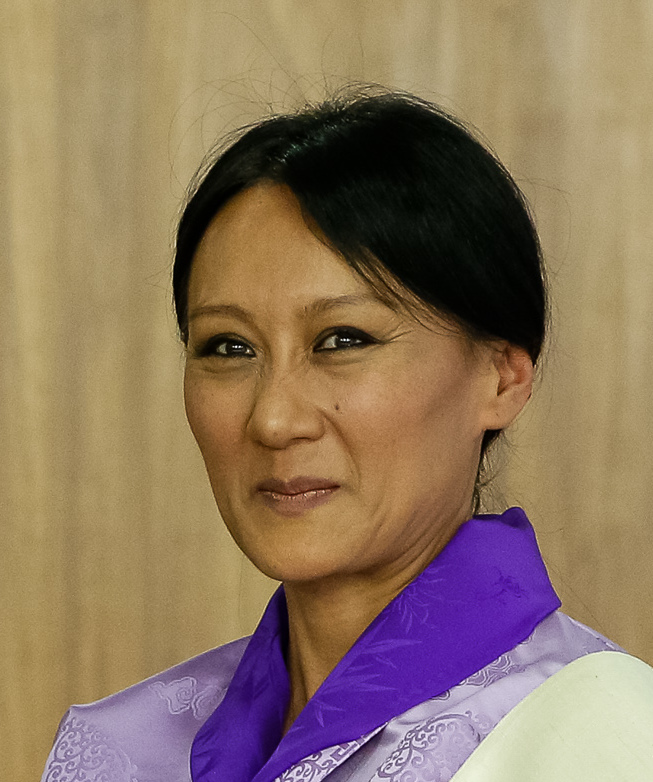
Doma Tshering, 2018

Doma Tshering (* 1968) ist eine bhutanische Diplomatin. Sie ist seit 2017 Ständige Vertreterin des Königreichs Bhutan bei den Vereinten Nationen in New York.

## Berufsweg
Doma Tshering hat einen Bachelor of Arts am Macalester College in Saint Paul, Minnesota. Danach studierte sie am Centre d’Approches Vivantes des Langues et des Medias in Vichy, Frankreich und absolvierte die École nationale d’administration (ENA) in Paris mit einem Diplom im Bereich öffentlichen Verwaltung und internationalen Beziehungen.
Tshering trat in den diplomatischen Dienst ihres Landes ein und war von 1995 bis 2000 Erste Sekretärin in Bhutans Ständiger Mission bei den Vereinten Nationen in New York. Anschließend war sie bis 2003 Unterstaatssekretärin in der Abteilung für politische Planung des Außenministeriums in Thimphu, wo sie auch bis 2005 die Abteilung für Europa und Amerika leitete. Danach war Tshering beratend tätig, bis sie von 2007 bis 2009 stellvertretende Ständige Vertreterin bei den Vereinten Nationen und weiteren internationalen Organisationen in Genf wurde. Sie wechselte in das Außenministerium und war dort bis 2012 Leiterin der Abteilung für politische Planung und bis 2017 Direktorin der multilateralen Abteilung.
Doma Tshering wurde 2017 zur Ständigen Vertreterin Bhutans bei den Vereinten Nationen ernannt. Sie überreichte am 13. September dem UN-Generalsekretär António Guterres ihre Akkreditierung.
Tshering hat zwei Kinder.